# Ponziaco
La famiglia Ponziaco (anticamente Ponciaco o Pontiaco, talvolta preceduti dalla preposizione di) è stata una famiglia nobile italiana e francese.

## Storia
Famiglia nobile di origine francese giunta in Italia con Raimondo, primo membro a cui fa capo la genealogia documentata, il quale seguì il re Carlo I d'Angiò, col quale era imparentato, nella sua campagna di conquista del Regno di Napoli. Fu feudataria di territori del Meridione e i suoi membri ricoprirono importanti cariche politiche, in particolare con Guglielmo, figlio di Raimondo. Si estinse nel XV secolo con Margherita, andata in sposa a Jacopo della Marra. Da essa deriva la famiglia Accrocciamuro, la quale usava lo stesso stemma fusato d'argento e di nero.

## Albero genealogico
Di seguito è riportato l'albero genealogico della famiglia Ponziaco da Raimondo, vivente nel XIII secolo, fino all'ultima discendente Margherita, vissuta nel XV secolo, secondo una ricostruzione del genealogista Ferrante della Marra:
|          |          |           |           |                       |                          |                          |                   |                   |             |             |          |          |        |        |
|          |          |           |           |                       |                          |                          |                   | Raimondo          |             |             |          |          |        |        |
|          |          |           |           |                       |                          |                          |                   |                   |             |             |          |          |        |        |
|          |          |           |           |                       |                          |                          |                   |                   |             |             |          |          |        |        |
|          |          |           | Giovanni  | Giovanni              | Guglielmo                | Guglielmo                | Almerico "Bernio" | Almerico "Bernio" | Oddo/Oddone | Oddo/Oddone | Giovanna | Giovanna | Ilaria | Ilaria |
|          |          |           |           |                       |                          |                          |                   |                   |             |             |          |          |        |        |
|          |          |           |           |                       |                          |                          |                   |                   |             |             |          |          |        |        |
| Giovanni | Giovanni | Guglielmo | Guglielmo | Gezzolino             | Gezzolino                |                          |                   | Roberto           | Roberto     | Andrea      | Andrea   |          |        |        |
|          |          |           |           |                       |                          |                          |                   |                   |             |             |          |          |        |        |
|          |          |           |           |                       |                          |                          |                   |                   |             |             |          |          |        |        |
|          |          | Luisa     | Luisa     | Roberto               | Roberto                  | Guglielmo                | Guglielmo         | Gezzolino         | Gezzolino   | Giovanna    | Giovanna |          |        |        |
|          |          |           |           |                       |                          |                          |                   |                   |             |             |          |          |        |        |
|          |          |           |           |                       |                          |                          |                   |                   |             |             |          |          |        |        |
|          |          |           |           |                       | Guglielmo "Guglielmillo" | Guglielmo "Guglielmillo" | Giovannella       | Giovannella       |             |             |          |          |        |        |
|          |          |           |           |                       |                          |                          |                   |                   |             |             |          |          |        |        |
|          |          |           |           |                       |                          |                          |                   |                   |             |             |          |          |        |        |
|          |          |           |           | Guglielmone "Mennone" | Guglielmone "Mennone"    | Beatrice                 | Beatrice          |                   |             |             |          |          |        |        |
|          |          |           |           |                       |                          |                          |                   |                   |             |             |          |          |        |        |
|          |          |           |           |                       |                          |                          |                   |                   |             |             |          |          |        |        |
|          |          |           |           | Roberto               |                          |                          |                   |                   |             |             |          |          |        |        |
|          |          |           |           |                       |                          |                          |                   |                   |             |             |          |          |        |        |
|          |          |           |           |                       |                          |                          |                   |                   |             |             |          |          |        |        |
|          |          |           |           | Margherita            |                          |                          |                   |                   |             |             |          |          |        |        |